# Escaldes-Engordany
Koordinaten: 42° 31′ N, 1° 32′ O
Escaldes-Engordany ist eine Kleinstadt in Andorra.

## Geographie
Der Ort ist zusammengewachsen aus den namensgebenden Ortsteilen Engordany nördlich (rechts) der Valira und Les Escaldes im Süden (links des Flusses).
Es gibt mehrere heiße und schwefelhaltige Thermalquellen, von denen sich auch der Name des Ortsteiles Les Escaldes ableitet. Das Thermalbad „Caldea“ ist von hoher touristischer und wirtschaftlicher Bedeutung für das gesamte Fürstentum und zugleich das Wahrzeichen von Escaldes-Engordany.

## Geschichte
Die Gemeinde wurde am 14. Juni 1978 geschaffen durch Ausgliederung aus der Landeshauptstadt Andorra la Vella, die sich nahtlos im Westen anschließt, wobei die Grenze in der Mitte der Straßen Carrer del Valira und Vial de la Uniò verläuft.

## Sehenswürdigkeiten
- Engolasters-Stausee: mit einer Oberfläche von 800 m × 300 m ist er der größte See des Landes und wird von Anglern und Wanderern genutzt
- Sant Miquel d’Engolasters, Kirche, im 12. Jahrhundert Mittelpunkt eines heute nicht mehr bestehenden Dorfes (der heutige Weiler in dortiger Nähe hat keinen mittelalterlichen Ursprung). Unter dem Dach des Kirchturmes erkennt man in den Stein gehauene Masken; die romanischen Fresken werden heute im Museum für Kunst von Katalonien ausgestellt
- Fàbrica de pells, Historisches Industriegebäude
- Kirche Sant Romà dels Vilars
- Madriu-Perafita-Claror-Tal, seit 2004 zum Weltkulturerbe gehörende Tallandschaft mit Sommersiedlungen und Terrassenfeldern
- Internationales Jazz-Festival
- Hotel Valira

## Persönlichkeiten
- Antoni Martí Petit (1963–2023), Politiker
- Emili Pérez (* 1966), Radrennfahrer
- Xavier Pérez (* 1968), Radrennfahrer
- Xavier Espot Zamora (* 1979), Politiker
- Sergi Moreno (* 1987), Fußballspieler
- Kevin Esteve (* 1989), Alpin-Skirennläufer